# Мефодий (Фуйас)
Митрополи́т Мефо́дий (греч. Μητροπολίτης Μεθόδιος, в миру Иоа́ннис Фу́йас, греч. Ιωάννης Φούγιας; 14 сентября 1925, посёлок Фенеос, Греция — 6 июля 2006, Афины) — епископ Константинопольской православной церкви, митрополит Писидийский (1991—2006); ранее — архиепископ Фиатирский и Великобританский (1979—1988).

## Биография
В 1943 году поступил на юридический факультет Афинского университета, но не учился из-за тяжёлых условий немецкой оккупации. В 1945 году поступил в братию Монастыря Пендели, а в 1946 году восстановил свою учёбу в университете в богословской школе.
15 декабря 1947 года епископом Тилантийским Василием хиротонисан во диакона. В том же году призван в армию, в которой проходил служение до 1950 года.
15 декабря 1950 года пострижен в монашество и митрополитом Неврокопским Георгием на подворье Александрийского патриархата в Афинах хиротонисан во иеромонаха.
С 1951 по 1954 год обучался в Мюнхене и одновременно в 1952 году окончил богословский институт Афинского университета.
С 1954 по 1956 годы служил главным секретарём Священного синода Александрийской православной церкви.
С 1958 по 1960 годы — протосинкелл Аксумской митрополии в Аддис-Абеба.
С 1960 по 1966 годы служил приходским священников в Манчестере. В 1962 году в Манчестерском университете получил степени доктора философии и доктора богословия.
С 1966 по 1968 году был в должности главного секретаря Священного синода Элладской православной церкви.
29 ноября 1968 года хиротонисан в митрополита Аксумского. Хиротонию возглавил патриарх Александрийский Николай. Его интронизация состоялась в Соборе святого Фрументия в Аддис-Абебе.
В 1970 году стал профессором кафедры богословия Эдинбургского университета.
9 октября 1979 года принят в юрисдикцию Константинопольского патриархата и назначен архиепископом Фиатирским и Великобританским.
В 1984 году стал профессором факультета православного богословия в Бостоне.
16 апреля 1988 года ушёл на покой.
12 марта 1991 года назначен титулярным митрополитом Писидийским, ипертимом и экзархом Сиди, Мир и Атталии.
Автор большого числа книг по церковной истории и богословию.
Скончался 6 июля 2006 года в Афинах.

## Публикации
- Το ελληνικό υπόβαθρο του ευρωπαϊκού πολιτισμού. Οι ελληνικές ρίζες της Ευρώπης Εκδοτικός Οίκος Α. Α. Λιβάνη, Αθήνα, 1999
- Θεολογικαί και Ιστορικαί μελέται:Συλλογή ποικίλων δημοσιευμάτων και μη /Μητροπολίτου Μεθοδίου Φούγια
- Θεολογικαί και Ιστορικαί μελέται: Theological and historical studies: Συλλογή δημοσιευμάτων και μη Σύμμικτα εκκλησιαστικά /Μητροπολίτου Μεθοδίου Φούγια
- Εκκλησία και Θεολογία
- Το ελληνικό υπόβαθρο του Χριστιανισμού, εκδ. Αποστολική Διακονία της Εκκλησίας της Ελλάδος, [χ.χ.]
- Το ελληνικό υπόβαθρο του Ισλαμισμού
- Ιστορία της Αποστολικής Εκκλησίας της Κορίνθου, εκδ.Α. Α. Λιβάνη, Αθήνα, 1997
- Ορθοδοξία, Ρωμαιο-καθολικισμός, Αγγλικανισμός
- Η ελληνιστική ιουδαϊκή παράδοση
- Ελληνισμός και ιουδαϊσμός, Εκδοτικός Οίκος Α. Α. Λιβάνη, Αθήνα, 1995
- Εκ βαθέων εξομολόγηση Μεθοδίου Φούγια αρχιεπισκόπου Θυατείρων και Μεγ. Βρεταννίας 1979—1988 Στο πλαίσιο ενός διαλόγου με τον Αλέκο Στ. Παπαδόπουλο: Χωρίς προκαταλήψεις και δίχως σκοπιμότητες,εκδ. Επτάλοφος, Αθήνα, 2005
- Η εκκλησιαστική αντιπαράθεσις Ελλήνων και Λατίνων. Από της εποχής του Μεγάλου Φωτίου μέχρι της συνόδου της Φλωρεντίας 858—1439, εκδ. Αποστολική Διακονία της Εκκλησίας της Ελλάδος, Αθήνα, 1994.